# Naogaon Sadar
Naogaon Sadar (en bengali : নওগাঁ সদর) est une upazila du Bangladesh dans le district de Naogaon. En 2001, elle dénombrait 348 940 habitants.